# Ceratognathus
Ceratognathus es un género de coleóptero de la familia Lucanidae.

## Especies
Las especies de este género son:
- Ceratognathus abdominalis
- Ceratognathus bitumulatus
- Ceratognathus flabellatus
- Ceratognathus frenchi
- Ceratognathus froggatti
- Ceratognathus gilesi
- Ceratognathus macrognathus
- Ceratognathus mentiferus
- Ceratognathus minutus
- Ceratognathus niger
- Ceratognathus ocularis
- Ceratognathus penai
- Ceratognathus rufipennis
- Ceratognathus tasmanus
- Ceratognathus westwoodii